# Estação Ferroviária de Queluz-Belas

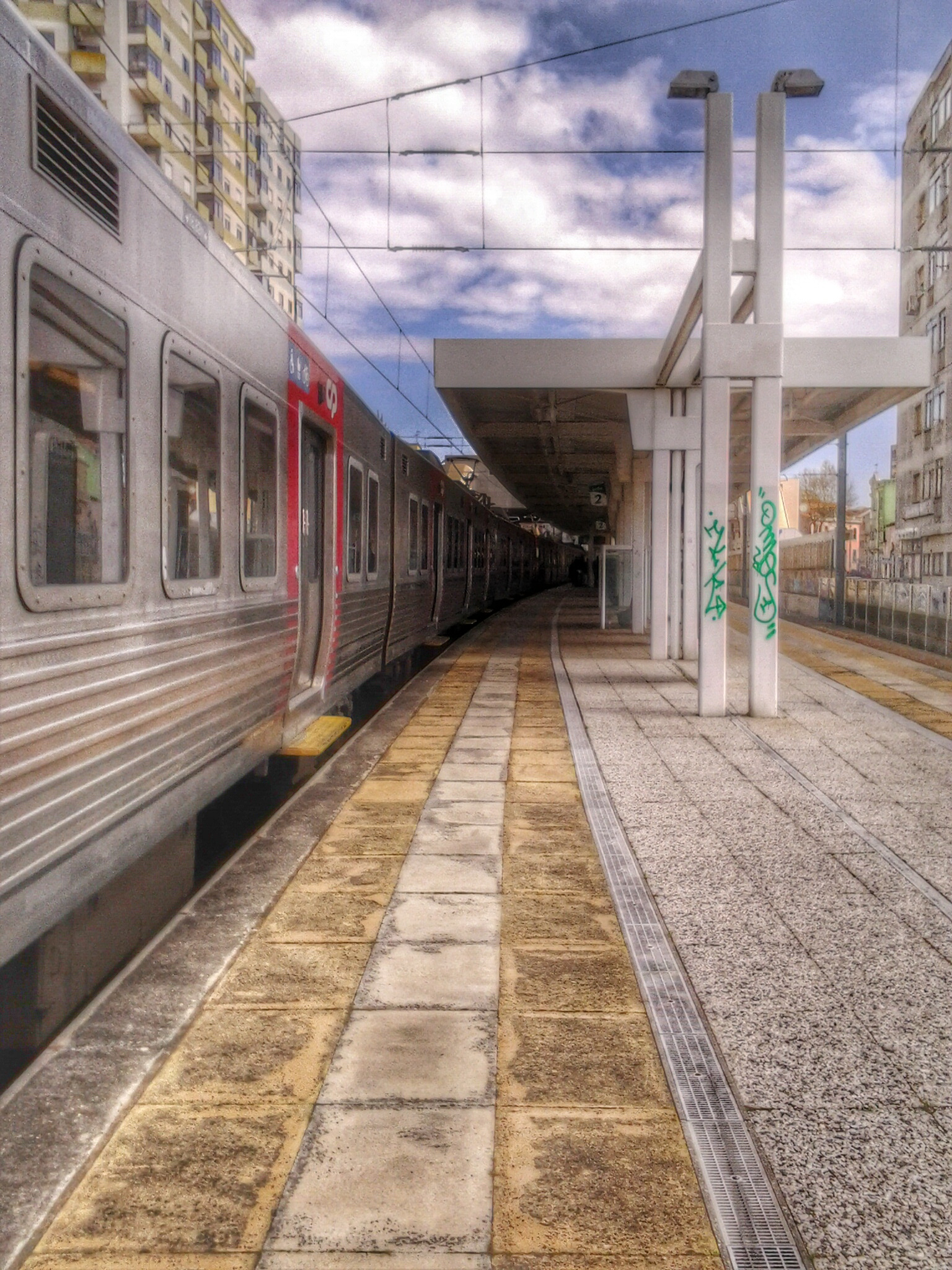
Comboio USGL circulando em Queluz-Belas.

A Estação Ferroviária de Queluz-Belas, originalmente denominada de Queluz-Bellas, e conhecida habitualmente apenas como de Queluz, é uma gare ferroviária da Linha de Sintra, que serve a cidade de Queluz e a vila de Belas, no Município de Sintra, em Portugal. Está integrada na rede dos comboios urbanos de Lisboa.

## Descrição

### Localização
A estação tem acesso pelo Rua Doutor José Alberto Ferraz e Rotunda Almoxarife João Crisóstomo a norte da linha ferroviária e pela Rua Dona Maria I e Avenida António Enes, todas elas na localidade de Queluz. Dispõe de dois átrios desnivelados à via férrea, um elevado e outro inferior, interligando assim os arruamentos circundantes neste local de pendor acentuado.[carece de fontes?]
Contígua à estação, na direcção de Sintra, situa-se uma ponte ferroviária que passa sobre a EN 117 e sobre o Rio Jamor, encanado neste curto segmento.[carece de fontes?]

### Serviços
Esta estação é servida por comboios de passageiros da CP: urbanos (Linha de Sintra).

## História

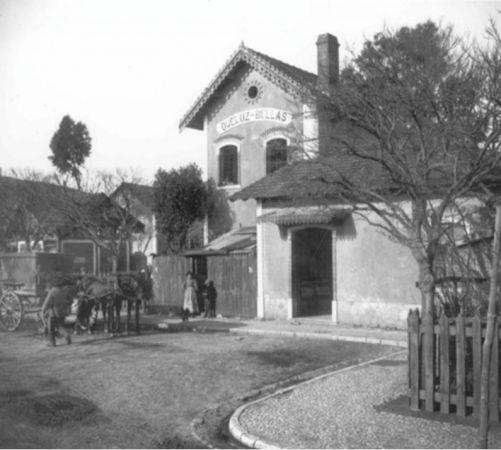
Edifício primitivo da estação, com a grafia original: "Queluz-Bellas"

### Inauguração
Encontra-se no troço da Linha de Sintra entre as Estações de Alcântara-Terra e Sintra, que entrou ao serviço em 2 de Abril de 1887.

### Ligações previstas a Idanha-Belas e à Ericeira
Em finais de 1894, foi pedida a concessão para um caminho de ferro do tipo americano, com tracção a vapor, desde a estação de Queluz-Belas até à Ericeira, servindo Mafra, projecto que no ano seguinte já tinha sido autorizado. Esta linha nunca chegou a ser construída.[carece de fontes?]
Em 1897, o prior de Belas, Monsenhor Serrano, apresentou um projecto para construir um caminho de ferro entre Queluz e Belas, no sistema de trenvias, embora tenha desistido da concessão em 1898.
Ainda em 1898, o empresário Eurico Allen apresentou ao Conselho Superior de Obras Públicas e Minas um requerimento para construir uma ligação ferroviária, ligando esta estação a Idanha (localidade da freguesia de Belas). No ano seguinte, pediu que a concessão desta linha, em via estreita, fosse prolongada até à Ericeira, servindo várias povoações pelo caminho. Também esta linha nunca chegou a ser construída.[carece de fontes?]

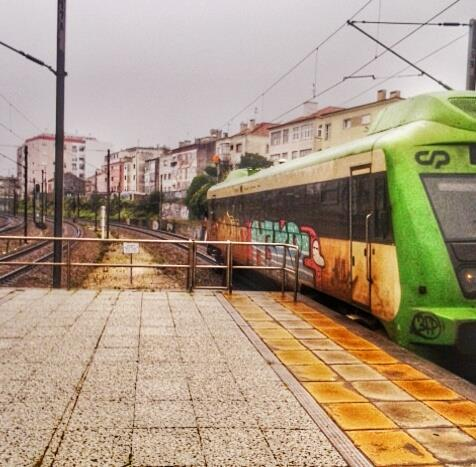
Automotora da Linha do Oeste, passando sem parar em Queluz-Belas.

### Século XX
Em 1913, existia um serviço de diligências entre Belas e a estação de Queluz.
Esta estação é a primeira das quatro referidas por Fernando Pessoa no seu poema “Anti-Gazetilha” (Sol 1926.11.13; mais tarde incluída como “O Comboio Descendente” em numerosas antologias e musicada nos anos 1980 por Zé Mário Branco), que descreve um sinuoso e improvável «comboio descendente» que segue de «Queluz à Cruz Quebrada», «da Cruz Quebrada a Palmela», e «de Palmela a Portimão».
No concurso do ajardinamento das estações da Linha de Sintra, a estação de Queluz-Belas recebeu o quinto prémio em 1933, o quarto prémio em 1934, e o segundo prémio em 1936.
Em 25 de Outubro de 1949, foi organizado um comboio especial de Queluz ao Luso, para transportar o General Franco numa visita a Portugal.
Durante o projecto de modernização e electrificação da Linha de Sintra, em 1957, foram instalados relés do tipo DRS e agulhas motorizadas em várias estações, incluindo Queluz.

### Século XXI

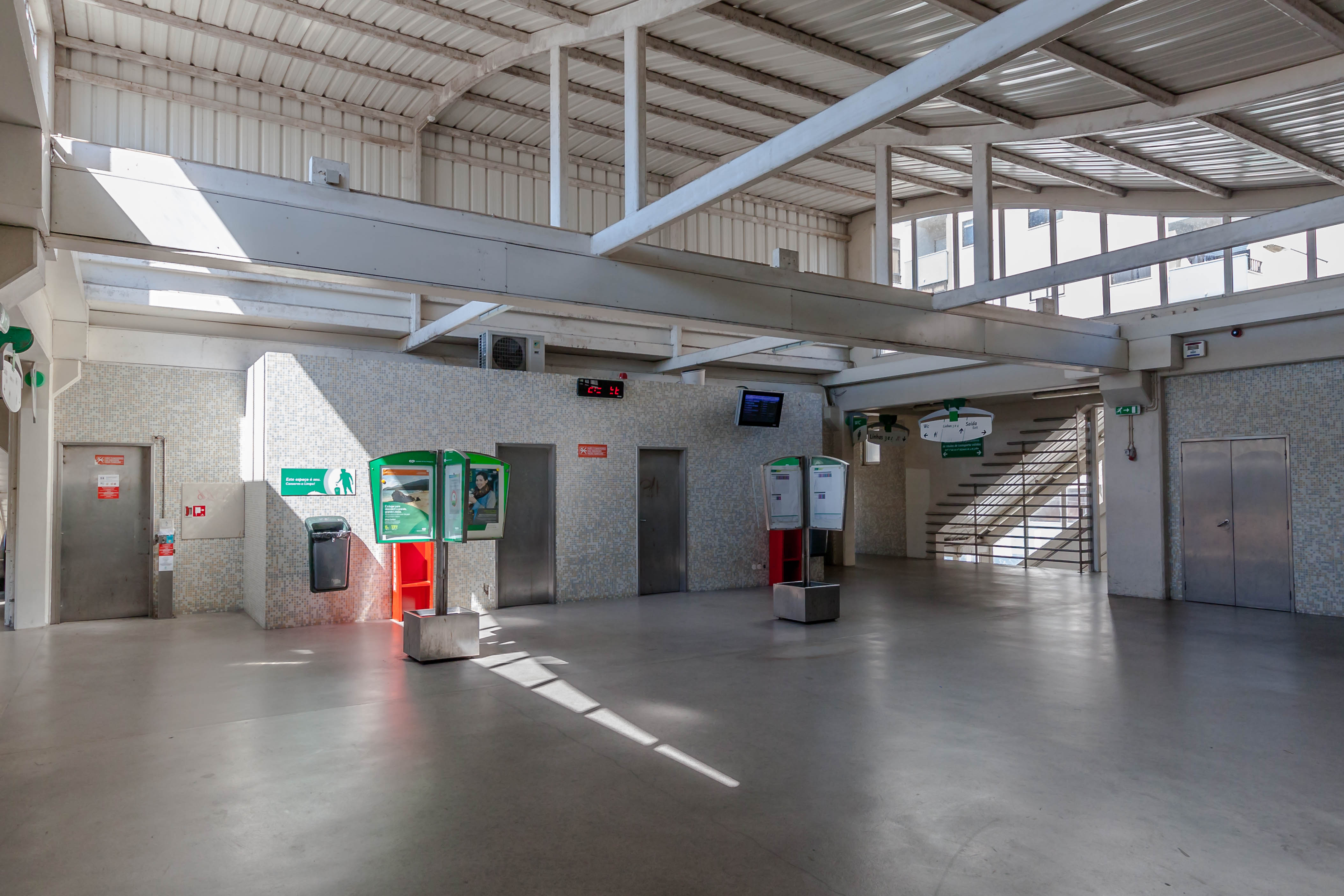
Átrio superior da estação, em 2020

Em Dezembro de 2002, foram concluídas as obras de remodelação da estação de Queluz-Belas, terminando desta forma a quadruplicação da Linha de Sintra até Queluz-Massamá.
| nome anterior     | nome novo         |
| ----------------- | ----------------- |
| Queluz-Massamá    | Monte Abraão      |
| Tercena-Barcarena | Massamá-Barcarena |
| Queluz-Belas      |                   |